# Решка
Решка — в просторечии сторона монеты, противоположная орлу. Решка может быть тождественна как аверсу, так и реверсу монеты.

## Происхождение названия
Общепринятая версия происхождения слова «решка» — от «решето» или «решётка», на которую был похож вензель — узорное переплетение царских инициалов. Обычно появление этого термина связывают с медными монетами Елизаветы Петровны (1741—1761) образца 1757 года, на которых был изображён вензель императрицы, составленный из первых букв имени и отчества, и год чеканки. Изображение, перегруженное множеством декоративных элементов, воспринималось населением как решётка.
Существует также мнение, что, корни этимологии слова решка уходят значительно дальше. На это указывает выражение «орла или решотки просить», указанное в «Новом лексиконе» С. Волчкова, изданного в 1755 году (то есть до появления новых медных монет Елизаветы Петровны), а также слово «решётка», встречающееся в архивных документах 1730-х годов, и относящееся к одной из сторон проволочных копеек («чешуек») — одной из основных монет допетровской Руси.
Существует также версия о связи решётки с реверсами так называемых «крестовых пятаков» Петра I образца 1723 года.
Встречается версия о том, что название произошло от слова «ряшка» (лицо), поскольку на русских монетах достоинством от полтинника и выше на противоположной от орла стороне монеты в XVII—XIX веках традиционно находилось изображение головы правящего в государстве монарха.
Традиция называть решкой сторону монеты, противоположную стороне с государственным гербом, сохранилась до сих пор — вне зависимости, является ли данная сторона аверсом или реверсом.

## Решки монет разных государств
- Решка тирольского золотого талера императора Максимилиана I конца XV в.
- Решка австро-венгерского талера Марии Терезии
- Решка серебряного константиновского рубля 1825
- Решка серебряного рубля Александра III 1890
- Решка золотых 5 рублей Николая II 1899
- Решка золотого новодельного советского червонца. Сеятель. На обратной стороне герб РСФСР. 1979
- Решка серебряных 10 гривен 2002 г. с изображением князя Владимира Мономаха
- Решка никелевых 2 рублей России 2000 г. выпуска
- Решка биметаллических 10 рублей России 2005
- Решка[источник не указан 3176 дней], на которой изображён орёл (поскольку на одной стороне и номинал монеты, и герб) золотых 10 тысяч рублей России 2007 весом 1 кг
- Решка Серебряного моргановского доллара, 1921
- Решка доллара США из серии однодолларовых президентских монет, 2007